# Національний воєнний меморіал (Канада)

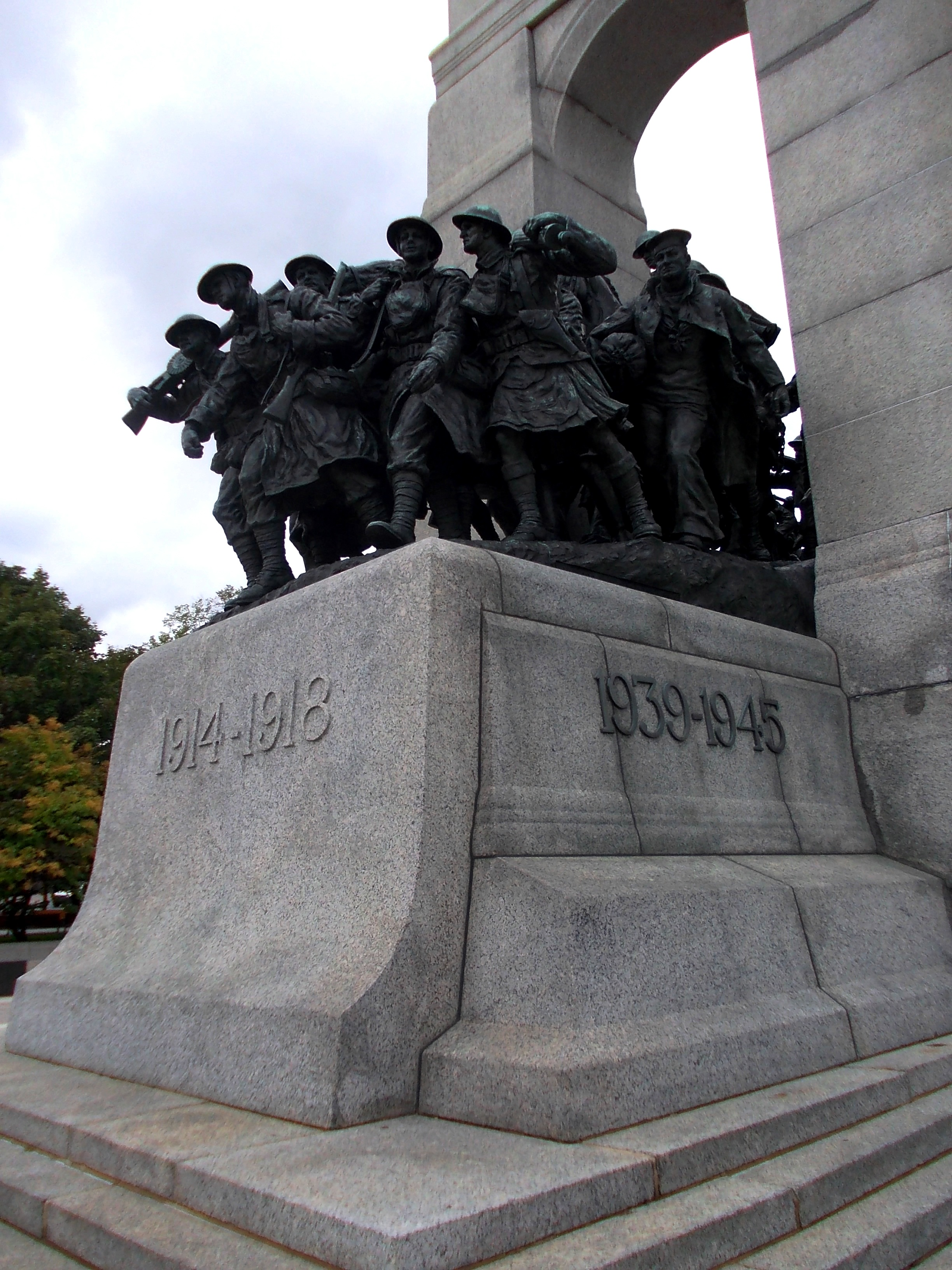
Національний воєнный меморіал Канади

Національний воєнний меморіал (англ. National War Memorial), також відомий як The Response - монумент на площі Конфедерації в Оттаві, столиці Канади. Урочисто відкритий 21 травня 1939 року королем Георгом VI. Спочатку меморіал був присвячений учасникам та жертвам Першої світової війни. Із 1982 року монумент став також пам'ятником канадцям, полеглим за свою батьківщину протягом Другої світової і Корейської війни. Із 2000 року перед меморіалом була споруджена Могила невідомого солдата.

## Архітектурний конкурс
1925 року розпочався великомасштабний міжнародний конкурс, метою якого було визначити кращий проект для воєнного монумента в центрі Оттави (столиці тоді ще британського домініону). Меморіал повинен був відповідати деяким ідейним вимогам. Композиція пам'ятника мала бути сповнена героїзму й самопожертви, викликати патріотичні почуття в канадців. У конкурсі могли брати участь усі піддані Британської імперії, особи, які тимчасово перебувають на території імперії, а також піддані союзників Британії в Першій світовій війні.
Усього за час існування конкурсу було розглянуто 127 проектів: 66 із самої Канади, 24 з Англії, 21 із союзної Франції, 7 із США, 5 із Бельгії, 2 з Італії, по одній із Шотландії та Тринідаду. Ті 7 найкращих проектів, що потрапили до фіналу конкурсу, були винесені на голосування.

## Теракт 22 жовтня 2014 року
Біля меморіалу 22 жовтня стався теракт. Нападник Мішель Зегаб-Бібо  смертельно поранив солдата Почесної варти капрала Нейтона Сирілло. Постраждалий помер у лікарні.